# Annette Moreno
Annette Moreno (San Diego, California, 26 de abril de 1972) es una cantautora estadounidense con raíces mexicanas. Perteneció al grupo Rojo como vocalista junto a Emmanuel Espinosa, y luego de su salida formó la banda llamada Jardín junto a su hermano Elí Moreno. Cuenta con más de una decena de producciones discográficas en su haber, entre las cuales Un Ángel Llora, es la más reconocida al recibir una nominación en 2003 en los Premios Grammy Latinos, y ser incluida como banda sonora de la película Cicatrices.

## Carrera musical

### Inicios
Nacida en la ciudad de San Diego, California, como la tercera de doce hijos, la familia Moreno decidió mudarse en 1977 a Tucson, Arizona, ciudad de su residencia hasta la fecha. Con una formación y educación en la música, a partir de los 12 años Annette inició su carrera perteneciendo al grupo Los Salmos de Eliezer Moreno Jr., con quienes participó como violinista y cantante hasta la edad de 24 años. Para entonces, a Annette no solo le gustaba la música y cantar, también había escrito algunas letras de canciones.
En 1995, utilizando estas composiciones grabó su primer álbum como solista titulado Volar Libre. En 1997, después de concentrarse durante años en el género de música ranchera (mariachi), se integró como vocalista en el grupo Rojo de Emmanuel Espinosa, quienes eran adeptos al (Rock/Pop).

### Rojo (2001)
En el año 2001, Rojo lanzó su álbum debut homónimo que contiene una canción compuesta por Annette Moreno titulada «Jardín de Rosas». Este sencillo fue un éxito y una de las canciones más conocidas de la banda. Paralelamente, Annette publicó su segundo álbum como solista, El Amor que me das por el que recibió una nominación para los premios Ritmo Latino. En 2002, Annette decidió enfocarse en sus propias composiciones, y junto con su hermano Elí Moreno, inició esta etapa como «Annette Moreno y Jardín». Esta decisión originó su salida del grupo Rojo.

### Annette Moreno y Jardín (2002-2007)
El 1 de octubre de 2002, salió el tercer álbum, titulado Un Ángel Llora, con los sencillos «Bájate de la Canoa», «Complicado» y «Guardián de mi corazón», que ocuparon bastante tiempo los primeros lugares en las radios cristianas de México y otros países latinos. Con este álbum, Annette recibió varias nominaciones: Latin Grammy, Premios Arpa, Premios Vida, La Conquista, Integridad y De la Gente, ganando  galardones en los Arpa, La Conquista y Premios Vida. La banda sonora de la película Cicatrices contiene canciones de este álbum.
Después de casi un año, al final del 2003, lanzó un nuevo álbum, Navidad, con el que transmite un mensaje de paz y esperanza; sin perder su estilo, utilizó melodías acordes a la temporada y el resultado fue muy aceptado entre sus fans. En 2004, publicó Ruleta Rusa. A principios de 2005, lanzó una compilación de sus éxitos ´´En vivo´´, en formato CD y DVD. En el mismo año, lanzó un álbum recopilatorio, Rewind… Lo esencial de Annette Moreno.
Además de las producciones como solista, en este tiempo participó en otros proyectos como "Música Grupera", "Orbita X", "No me Critiques", "Proyecto Discípulo" e "Israel 3", y compuso temas musicales para las películas Punto y Aparte del director Paco del Toro, y A day without a Mexican (Un día sin mexicanos).

### Carrera desde 2006
En 2006, salió el álbum Annette Moreno (conocido también como Mentira), con canciones más personalizadas y visitó gran parte de Latinoamérica. En el año 2008, volvió a la música rock con el disco Revolucionar. Este álbum recibió el galardón al "Mejor álbum vocalista femenino" en los Premios Arpa de 2008. Annette Moreno y Jesús Adrián Romero fueron los cantantes con mayor número de nominaciones por una misma producción en esa ceremonia.
En 2011, lanzó Barco de papel, donde experimenta con un nuevo sonido. En esta obra, destacó el tema «Aquí están las llaves», así como el sencillo «Barco de papel». En el 2012, participó en el álbum de Tercer Cielo con la canción «Demente», publicado como sencillo y que a obtuvo a los pocos días éxito en las radios cristianas y seculares. La canción se posicionó en listas de Billboard: #18 en Hot Latin Songs, 46 en Latin Airplay y #18 en Latin Pop Songs.
En 2013, Annette grabó «Su Mirada», un tema de su autoría para el álbum Más de Funky y Redimi2. A la par, publicó un libro autobiográfico Los perros que ladran, donde cuenta sus experiencias a lo largo de su vida y carrera musical. Sus canciones siguieron formando parte de recopilatorios de sellos discográficos como CanZion y Maranatha! Latin para la época navideña.
En 2015, Moreno presentó el trabajo discográfico Extraño mi futuro. «Debajo del agua» fue el sencillo de este proyecto. Un año después lanza un sencillo en inglés y español Belleza / So Beautiful. Dos años más tarde, lanzó Ansiedad. El World Tour Ansiedad 2018, marcó el regreso de la cantante a los escenarios.
En 2020 lanza tres sencillos independientes “Hola, Hola”, “Fachada” y “Diseño de Dios”
En 2022 lanza su nueva producción discográfica titulada “1972”.En 2023 lanza el sencillo “En Días Así” para dar preámbulo a su nueva producción a lanzarse a finales de 2024. El 04 de Octubre estrena su más reciente single “Happy Birthday”.

## Premios y reconocimientos

### Premios Grammy Latinos
| Año  | Categoría                  | Trabajo nominado | Resultado | Ref.   |
| ---- | -------------------------- | ---------------- | --------- | ------ |
| 2003 | Álbum cristiano en español | Un Ángel Llora   | Nominado  | [ 33 ] |

### Premios Arpa
| Año  | Categoría                      | Trabajo nominado                                  | Resultado | Ref.   |
| ---- | ------------------------------ | ------------------------------------------------- | --------- | ------ |
| 2003 | Compositor del año             | Annette Moreno por «Bájate de la canoa»           | Nominado  | [ 34 ] |
| 2003 | Álbum vocalista femenino       | Un Ángel Llora                                    | Ganador   | [ 34 ] |
| 2003 | Álbum del año                  | Un Ángel Llora                                    | Nominado  | [ 34 ] |
| 2005 | Álbum vocalista femenino       | Ruleta Rusa                                       | Ganador   | [ 35 ] |
| 2005 | Canción del año                | «Fanático» - Annette Moreno & Jardín              | Nominado  | [ 35 ] |
| 2006 | Álbum vocalista femenino       | En Vivo                                           | Nominado  | [ 36 ] |
| 2008 | Álbum vocalista femenino       | Revolucionar                                      | Ganador   | [ 37 ] |
| 2008 | Mejor álbum de rock            | Revolucionar                                      | Ganador   | [ 37 ] |
| 2008 | Álbum del año                  | Revolucionar                                      | Nominado  | [ 37 ] |
| 2008 | Productor del año              | Revolucionar                                      | Nominado  | [ 37 ] |
| 2008 | Canción del año                | «Como me quieres» - Annette Moreno junto a Rojo   | Nominado  | [ 37 ] |
| 2011 | Mejor canción en participación | «Sangrando amor» - Eclipse junto a Annette Moreno | Nominado  | [ 38 ] |
| 2012 | Álbum vocalista femenino       | Barco de papel                                    | Ganador   | [ 39 ] |
| 2012 | Canción del año                | «Barco de papel»                                  | Nominado  | [ 39 ] |
| 2012 | Mejor canción en participación | «Demente» - Tercer Cielo junto a Annette Moreno   | Nominado  | [ 39 ] |
| 2016 | Álbum vocalista femenino       | Extraño mi futuro                                 | Nominado  | [ 40 ] |

### Otros premios
- Premios Vida 2003: por el álbum Un ángel llora
- La Conquista 2003: por el álbum Un ángel llora
- Premios Diosas de Plata 2005: Mejor tema musical - «Un ángel llora» de Annette Moreno para la película Cicatrices

## Discografía

### Álbumes recopilatorios
| Título             | Detalles | Pistas |
| ------------------ | --- | --- |
| Volar Libre        | - Publicado: 27 de enero de 1995 - Formatos: CD, Descarga Digital - Discográfica: Jardín Records, Music Box Goup, LLC & Annette Moreno, LLC               | Ver lista1. Segura estoy 2. Volar libre 3. No me dejarás 4. Llegó el amor a mí 5. Toda mi vida (con Eli Moreno) 6. No te quites la vida 7. Búscale 8. Cicatrices 9. No tiene caso 10. I'll be there for you                                                                      |
| El Amor Que Me Das | - Publicado: 24 de mayo de 2001 - Formatos: CD, Descarga digital - Discográfica: Jardín Records, Music Box Goup, LLC & Annette Moreno, LLC                | Ver lista1. Háblame 2. Cerca de ti 3. El amor que me das 4. Hacia la cruz 5. Perdón 6. Cristo en tu vida 7. Los hombres sí lloran 8. Quiébrame el corazón 9. Veo tu sonrisa 10. Me diste una razón 11. Yo te quiero                                                              |
| Un Ángel Llora     | - Publicado: 14 de octubre de 2002 - Formatos: CD, Descarga digital - Discográfica: Jardín Records, Music Box Goup, LLC & Annette Moreno, LLC             | Ver lista1. Complicado 2. Tu fortuna 3. Qué chévere el amor 4. Guardián de mi corazón 5. Bájate de la canoa 6. Así es la vida 7. Un ángel llora 8. Sonrisa al revés 9. No le digas 10. Vida lunática 11. Amor, amor, amor 12. Tú 13. Volar libre (Bonus Track)                   |
| Navidad            | - Publicado: 6 de noviembre de 2002 - Formatos: CD, Descarga digital - Discográfica: Jardín Records, Music Box Goup, LLC & Annette Moreno, LLC            | Ver lista1. Navidad de rock 2. Príncipe de paz 3. Noche de paz 4. Tiempo de dar 5. Invierno en el desierto 6. El tamborilero 7. Navidad de cristal (con Eli Moreno) 8. Qué bonito niño 9. Linda Navidad 10. Winter in the desert 11. Silent night 12. Drummer boy                |
| Ruleta Rusa        | - Publicado: 15 de febrero de 2004 - Formatos: CD, Descarga digital - Discográfica: Jardín Records, Music Box Goup, LLC & Annette Moreno, LLC             | Ver lista1. Fanático 2. Corazón de piedra 3. Rompecabezas 4. Ruleta rusa 5. Me amas 6. Eres lindo 7. Mi pasión (con Eli Moreno) 8. Qué viste en mí 9. Tus rosas 10. Jardín de rosas 11. Miserable de mí 12. Te he lastimado                                                      |
| Annette Moreno     | - Publicado: 15 de mayo de 2006 - Formatos: CD, Descarga digital - Discográfica: Jardín Records, Music Box Goup, LLC & Annette Moreno, LLC                | Ver lista1. Animal 2. Prende la luz 3. No es difícil 4. Corazón lunático 5. Ayúdame a vivir 6. No puedo vivir sin ti 7. Ángel guardián 8. Si no estás 9. Quiero que me quieras 10. Brillas 11. Voy a llegar a ti (con Lali Torres y Karina Moreno) 12. Mentira (versión estudio) |
| Revolucionar       | - Publicado: 1 de mayo de 2008 - Formatos: CD, Descarga digital - Discográfica: Jardín Records, Music Box Goup, LLC & Annette Moreno, LLC                 | Ver lista1. Ahora quiero 2. Revolucionar 3. Quién soy yo 4. Chocolate 5. No me importa (con Redimi2) 6. El tiempo pasa 7. Cómo me quieres (con Rojo) 8. No quiero regresar 9. Te voy a defender 10. Cómo olvidarme de ti 11. Es un sueño                                         |
| Barco de papel     | - Publicado: 15 de julio de 2011 - Formatos: CD, Descarga digital - Discográfica: Jardín Records, Music Box Goup, LLC & Annette Moreno, LLC               | Ver lista1. Realizada 2.0 2. Príncipe azul 3. Barco de papel 4. Aquí están las llaves 5. Lo que soy 6. El vaquero 7. Soledad 8. Angelical 9. Me aferro 10. Sigo 11. Porque tú estás                                                                                              |
| Extraño mi futuro  | - Publicado: 1 de agosto de 2015 - Formatos: CD, Descarga digital - Discográfica: Jardín Records, Music Box Goup, LLC & Annette Moreno, LLC               | Ver lista1. Agridulce 2. Debajo del agua 3. La ranchera 4. Extraño mi futuro 5. Marioneta (con Apóstoles del Rap) 6. Mi carro viejo 7. Son tus alas 8. Bittersweet 9. Marioneta (versión mariachi) 10. Debajo del agua (versión radio)                                           |
| Ansiedad           | - Publicado: 23 de febrero de 2018 - Formatos: CD, Descarga digital, Streaming - Discográfica: Jardín Records, Music Box Goup, LLC & Annette Moreno, LLC  | Ver lista1. Tú eres (con Kariana Moreno y Eli Moreno) 2. Loca por ti 3. Te amé 4. Vas a Volver 5. Casi, casi 6. Ansiedad 7. Adiós 8. Lloras como un nene (con Ulises Eyherabide de Rescate) 9. Tempestad 10. Muñeca, muñeca 11. Placer superior                                  |
| 1972               | - Publicado: 4 de febrero de 2022 - Formatos: CD, Descarga digital, Streaming - Discográfica: Jardín Records, Music Box Goup, LLC & Annette Moreno, LLC   | Ver lista1. 1972 2. Piel 3. Gris 4. Avioneta (con Ana Victoria) 5. Vicio 6. Dímelo 7. Fantasía 8. Desastres 9. Bailarín |
| La Reina           | - Publicado: 1 de noviembre de 2024 - Formatos: CD, Descarga digital, Streaming - Discográfica: Jardín Records, Music Box Goup, LLC & Annette Moreno, LLC | Ver lista1. Cobarde, Valiente 2. Más Fuerte 3. Mi Papá Me Dijo 4. Me Vale 5. Happy Birthday 6. La Reina 7. Cobarde Valiente (Bonus) 8. Calma |

| Título                                   | Detalles                                                                                                   | Pistas |
| ---------------------------------------- | --- | --- |
| Rewind... Lo Escencial De Annette Moreno | - Publicado: 2005 - Formatos: CD - Discográfica: Jardín Records, Music Box Goup, LLC & Annette Moreno, LLC | Ver lista1. Bájate de la canoa 2. Jardín de rosas 3. Volar libre 4. Complicado 5. Cicatrices 6. Mediste una razón 7. Un ángel llora 8. Háblame 9. Llegó el amor a mí 10. Segura estoy 11. No te quites la vida 12. El amor que me das |

### Álbumes de remezclas
| Título  | Detalles | Pistas |
| ------- | --- | --- |
| Remixes | - Publicado: 2 de mayo de 2008 - Formatos: CD, Descarga digital - Discográfica: Jardín Records, Music Box Goup, LLC & Annette Moreno, LLC | Ver lista1. Un ángel llora (Remix) 2. Corazón de piedra (Remix) 3. Me amas (Remix) 4. Guardián de mi corazón (Remix) 5. No es difícil (Remix) 6. Corazón lunático (Remix) 7. Jardín de rosas (Remix) 8. Amor, amor, amor (Remix) 9. Sonrisa al revés (Remix) 10. Me diste una razón (Remix) |

### Álbumes en vivo
| Título            | Detalles | Pistas |
| ----------------- | --- | --- |
| En Vivo           | - Publicado: 18 de octubre de 2005 - Formatos: CD, DVD, Descarga digital - Discográfica: Jardín Records, Music Box Goup, LLC & Annette Moreno, LLC  | Ver lista1. Jardín de rosas (En Vivo) 2. Complicado (En Vivo) 3. Corazón de piedra (En Vivo) 4. Qué chévere el amor (En Vivo) 5. Guardián de mi corazón (En Vivo) 6. Volar libre (En Vivo) 7. Me amas (En Vivo) 8. Mentira (En Vivo) 9. Bájate de la canoa (En Vivo) 10. Qué viste en mí (En Vivo) 11. El amor que me das (En Vivo) 12. Amor, amor, amor (En Vivo) |
| Metropolitan Live | - Publicado: 1 de octubre de 2019 - Formatos: Descarga digital, Streaming - Discográfica: Jardín Records, Music Box Goup, LLC & Annette Moreno, LLC | Ver lista1. Ahora quiero (En Vivo) 2. Te amé (En Vivo) 3. Extraño mi futuro (En Vivo) 4. Vas a volver (En Vivo) 5. No le digas (En Vivo) 6. Carro viejo (En Vivo) 7. Ángel guardián (En Vivo) 8. Aquí están las llaves (En Vivo) 9. Casi, casi (En Vivo) 10. Tú Eres (con Kariana Moreno y Marto) (En Vivo) 11. Tu fortuna (En Vivo) 12. No quiero regresar (En Vivo) 13. Me diste una razón (En Vivo) 14. Un ángel llora (En Vivo) 15. Barco de papel (En Vivo) 16. Ruleta rusa (En Vivo) |

### EP
| Título  | Detalles | Pistas                              |
| ------- | --- | ----------------------------------- |
| Belleza | - Publicado: 15 de diciembre de 2016 - Formatos: Descarga digital - Discográfica: Jardín Records, Music Box Goup, LLC & Annette Moreno, LLC | Ver lista1. So beautiful 2. Belleza |

### Colaboraciones
| Año  | Título                                          | Álbum                                                 |
| ---- | ----------------------------------------------- | ----------------------------------------------------- |
| 1996 | «Qué Más Puedo Querer» (con Karina Moreno)      | No me Olvides                                         |
| 1999 | «Fuiste Tú» (con Lilian Moreno)                 | Lilian Moreno                                         |
| 2001 | «Lo que soy»                                    | Orbita-X (Varios Artistas)                            |
| 2001 | «Las cosas viejas»                              | Orbita-X (Varios Artistas)                            |
| 2004 | «California Dreaming»                           | Israel 3 (Varios Artistas)                            |
| 2004 | «Tu Amor Me Inspira»                            | Proyecto Discípulo (Varios Artistas)                  |
| 2005 | «Niña» (con Zona7)                              | No me critiques                                       |
| 2005 | «Fuiste Tú» (con Lilian Moreno)                 | Lilian Moreno                                         |
| 2005 | «Uv Sha'avtem Maim (ושאבתם מים)»                | Israel 3 (Varios Artistas)                            |
| 2007 | «Ya Lo Vi» (con Puerto Seguro)                  | Más de cerca                                          |
| 2007 | «Siempre Estás» (con Kariana Moreno)            | Kariana Moreno                                        |
| 2007 | «Contigo Quiero Estar» (con Stanley Serrano)    | La razón                                              |
| 2009 | «Levanto mi rostro»                             | Maranatha Music - Quiero Alabarte 7 (Varios Artistas) |
| 2009 | «Realidad» (con Kandela)                        | El precio del perdón                                  |
| 2010 | «Sangrando Amor» (con Eclipse)                  | Electroshock! Dulce Impulso Al Éxtasis                |
| 2011 | «Amor De Verdad» (con Ramiro Garza)             | Fuego latino                                          |
| 2011 | «Intro: Exterminador» (con Redimi2)             | Exterminador Operación P.R.                           |
| 2012 | «Demente» (con Tercer Cielo)                    | Lo que el viento me enseñó                            |
| 2012 | «Demente (Versión Mariachi)» (con Tercer Cielo) | Lo que el viento me enseñó                            |
| 2013 | «Su Mirada» (con Redimi2 + Funky)               | Más                                                   |
| 2013 | «Ellos Tendrán» (con Mayte Castellá)            | Sencillo independiente                                |
| 2015 | «No Es Difícil» (con Joseph Cabanilla)          | Joseph Cabanilla 10 Años Primera Fila                 |
| 2016 | «Lo Que Perdiste» (con Karina Moreno)           | Ella                                                  |
| 2017 | «Ya Lo Vi» (con Lilian Moreno)                  | Lilian Moreno                                         |
| 2022 | «Ayer» (con Josh Jauregui)                      | Sencillo independiente                                |